# Nổ súng trong trường học ở Winnenden
Vụ nổ súng tại Winnenden xảy ra ngày 11 tháng 3 năm 2009 tại một trường trung học ở Winnenden, Đức, theo sau là một cuộc chạm súng tại một đại lý xe ở Wendlingen. Vụ xả súng bừa bãi gây thiệt mạng 16 người, kể cả vụ tự tử của thủ phạm, Tim Kretschmer 17 tuổi, học sinh tốt nghiệp của trường một năm trước đó. Vài người bị thương.

## Vụ bắn súng

### Trường Albertville
Ngôi trường trung học Albertville ở thị trấn nhỏ Winnenden, phía tây nam nước Đức, cách đông bắc Stuttgart khoảng 20 km thuộc bang Baden-Wuerttemberg đã trở thành mục tiêu của kẻ tấn công.
Một tay súng mặc quân phục đen, đã xông vào ngôi trường Albertville, xả súng bừa bãi và giết chết ít nhất 10 người. Kẻ sát nhân đã sử dụng loại súng ngắn Beretta 9 mm đột nhập và bắn vào những học sinh đang ngồi học - một vài nạn nhân gục đầu xuống bàn trong khi tay vẫn còn giữ nguyên bút chì. Vụ việc xảy ra vào 9:33 sáng (khoảng 3:45 chiều giờ Việt Nam). Theo các nhân chứng, học sinh trong trường đã nhảy qua cửa sổ để trốn thoát. Thủ phạm đã trốn khỏi hiện trường, cảnh sát địa phương đã truy tìm dấu vết tay súng được cho là khoảng 20 tuổi. Thời điểm xảy ra vụ án mạng, có khoảng 1.000 học sinh trong trường.
Bộ trưởng Nội địa của bang Baden Wuerttemburg, ông Heribert Rech, nói cảnh sát đã nhận được điện thoại khẩn cấp vào lúc 9:33 sáng (giờ địa phương). Những cảnh sát đầu tiên đã nhanh chóng đến hiện trường sau đó 2 phút. Cảnh sát nghe thấy tiếng súng trên tầng hai. Họ chạy lên và phát hiện tay súng tại cầu thang.
Hắn nã đạn vào cảnh sát và sau đó bỏ chạy. Trên đường chạy trốn, hắn còn hạ sát thêm 2 giáo viên. Ông Rech nói: "Cảnh sát đã được triển khai rất nhanh. Mặc dù có sự can thiệp kịp thời của cảnh sát nhưng chúng tôi không thể ngăn chặn được những tội ác mà hắn gây ra". Giám đốc cảnh sát khu vực Ralf Michelfelder nói: "Phần lớn nạn nhân đều bị bắn vào đầu. Sự việc phải xảy ra một cách rất nhanh chóng".
"Cháu nghe thấy hai tiếng nổ và sau đó là tiếng kêu khóc. Mới đầu cháu nghĩ là ai đó đùa giỡn, sau đó cháu nghe thấy có tiếng người nói 'chạy, chạy' và cháu nhìn thấy các học sinh khác nhảy khỏi cửa sổ chạy ra ngoài", một học sinh 15 tuổi có tên là Betty nói.

### Tẩu thoát
Sau khi chạy khỏi trường học, tên sát nhân đã chạy ra thị trấn Winnenden. Tại đây, anh ta còn bắn vào 2 người đi đường khiến một người bị chết và làm thương một người. Sau đó, tay súng này đã bắt cóc một chiếc xe và bắt người lái xe chạy về phía nam. Cảnh sát đã tổ chức truy đuổi với số lượng tham gia lên tới 700 người và 4 máy bay trực thăng.

### Nổ súng tại Wendlingen
Sau đó, tay súng này đã chạy khỏi chiếc xe ôtô vào một khu công nghiệp tại thị trấn Wendlingen, với 28.000 dân, cách thị trấn Winnenden 40 km. Hắn chạy vào một cửa hàng bán xe ôtô và sát hại những nạn nhân cuối cùng bao gồm một người bán hàng, một khách hàng và sau đó hắn chạy ra khỏi cửa hàng.
Hắn bắn trả cảnh sát đang bao vây khu vực. Cảnh sát đã bắn hắn bị thương, ngã xuống đất. Nhưng hắn đã đứng dậy nạp đạn và chạy vào một con phố cụt. Cảnh sát tới gần và phát hiện ra hắn đã bị chết, với một viên đạn vào đầu. Hai cảnh sát đã bị thương nặng, tuy nhiên không ảnh hưởng tới tính mạng.
Tổng số 15 người đã chết trước khi bị cảnh sát bắn hạ hung thủ, hầu hết các nạn nhân là nữ giới. Trong số nạn nhân có 9 học sinh và 3 giáo viên, theo Bộ trưởng Nội vụ bang Heribert. Đây được coi là vụ thảm sát tồi tệ nhất tại Đức kể từ khi một vụ thảm sát khác diễn ra tại một trường trung học năm 2002 giết chết 16 học sinh.
Các quan chức tìm thấy khoảng 60 vỏ đạn bên trong khuôn viên trường trung học Albertville. Số nạn nhân có thể sẽ cao hơn rất nhiều nếu như trước đó giáo viên và cảnh sát không tiến hành đào tạo cho học sinh cách đối phó với các tình huống như vậy. Theo cảnh sát trưởng bang Erwin Hetger, tên sát nhân này có tới hơn 250 viên đạn khi tiến hành vụ thảm sát.

## Kẻ sát nhân
Hùng thủ là Tim Kretschmer, 17 tuổi (6 tháng 11 năm 1991 – 11 tháng 3 năm 2009). Theo cảnh sát, anh ta là cựu sinh viên và đến ngôi trường trước đây anh ta từng học tại Winnenden, đi vào trường và khai hoả tràn lan. Tim có lực học dưới trung bình và không tham gia vào các hoạt động tập thể tại trường nhưng đã tốt nghiệp năm 2008.
Huấn luyện viên bóng bàn của Tim, ông Eckehard Weiss, nói: "Tim là một cậu bé bình thường. Không có tính hung hăng. Đôi khi Tim tỏ ra rất kiêu ngạo. Tim cũng là một trong số những người chơi bóng bàn tốt". Ông Weiss đã huấn luyện cho Tim 3 năm rưỡi bóng bàn. Sau đó Tim chuyển sang câu lạc bộ khác cách đó 18 tháng. Ông nói, ngoài khả năng bóng bàn, Tim không có gì đặc biệt.
Theo ông Weiss, chơi bóng bàn là sở thích duy nhất của Tim và tên này luyện tập rất nghiêm túc. Ông nói: "Tim không bao giờ nói về những trận cãi vã tại gia đình. Dường như, hắn sống trong một gia đình hạnh phúc". Ông Weiss nhớ lại, năm 2004, Tim đã giành ngôi vô địch cho lứa tuổi dưới 14. Đó là giây phút hạnh phúc của anh ta.
Vào Thứ Tư, 11 tháng 3, cảnh sát Đức cũng lục soát nhà của tay súng này và phát hiện ra 16 khẩu súng. Cha của Kretschemer - một doanh nhân thành đạt trong vùng - là thành viên của một câu lạc bộ bắn súng. Ông thường khoá cẩn thận những khẩu súng khác, còn riêng khẩu súng ngắn ông lại để ở giường ngủ.
Tim thường xuyên xuất hiện trong các buổi luyện tập tại câu lạc bộ này. Tim đã được đào tạo bắn súng rất tốt. Từ tháng 4 đến tháng 9 năm 2008, Tim đã phải tham gia 5 khoá điều trị căn bệnh trầm cảm tại một bệnh viện tâm thần.

### Gây án vì căm hận phụ nữ
Theo cảnh sát điều tra, Kretschmer chỉ nhằm vào phái nữ và hạ sát họ bằng cách bắn thẳng vào đầu. Theo Bộ trưởng Nội vụ vùng Baden Wuerttemberg là Heribert Rech, trong 9 học sinh bị giết hại có đến 8 nữ sinh. Ngoài ra, bốn nạn nhân khác cũng là nữ giới.
Một người bạn cũ của thủ phạm nói: "Cậu ta là một người lập dị, đam mê súng ống và điên cuồng với thể loại nhạc rock. Thực tế, từ trước đến nay, cậu ta chưa từng có bạn gái. Cậu ta luôn miệng nói căm ghét các bạn nữ và thường xuyên nổi cáu khi nghĩ đến họ". Một người bạn khác thì nói: "Cậu ấy sống rất khép mình và hay xấu hổ. Tim chỉ thích tập thể hình".
Với những lời khai trên, cảnh sát điều tra dựa trên cơ sở tên sát nhân này là một kẻ căm ghét phụ nữ và không loại trừ đây là động cơ vụ bắn giết điên loạn này.

## Bố của hung thủ bị cáo buộc có liên đới
Vào Thứ Hai, 16 tháng 3, theo các nhà chức trách Đức, bố của Tim bị cáo buộc có liên đới, do không cất giữ súng cẩn thận. Khẩu súng ngắn Beretta 9mm mà sát thủ Tim Kretschmer sử dụng để thực hiện vụ thảm sát, là của người cha. Ông này đã để khẩu súng hớ hênh trong phòng ngủ, mà theo luật pháp nước này thì điều đó không được phép.
Cảnh sát không tiết lộ tên tuổi cụ thể của người cha này. Theo báo cáo từ phía cảnh sát và các ủy viên công tố thì có vẻ gia đình hung thủ biết rõ cậu ta đang bị khủng hoảng tâm lý. "Có những dấu hiệu cụ thể cho thấy, phụ huynh của tay súng này hiểu rất rõ tình trạng sức khỏe của con trai họ", báo cáo nêu. Tuy nhiên, các luật sư cho rằng, bố mẹ của Kretschmer đã xem thường bệnh tình của con. Các ủy viên công tố nói, năm 2008, Kretschmer từng phải vào bệnh viện tâm thần 5 lần để điều trị chứng khủng hoảng tâm lý.

## Nước Đức bàng hoàng
Ngay sau khi sự việc xảy ra Thủ tướng Đức Angel Merkel phát biểu: "Thật không thể nào diễn tả được những gì đang xảy trong ngày hôm nay. Chúng tôi xin bày tỏ lòng đau buồn và thông cảm với gia đình của những nạn nhân". Bà Angela Merkel gọi đây là "một tội ác kinh hoàng. Hôm nay là ngày quốc tang của Đức", bà nói ngày 11 tháng 3.
Cảnh sát trưởng khu vực, ông Erwin Hetger nói: "Hắn đi vào trong trường với một khẩu súng và tiến hành một cuộc tắm máu. Tôi chưa bao giờ nhìn thấy cảnh tượng này trong cuộc đời của tôi." Hàng trăm người đã tới nhà thờ ở thị trấn Winnenden, nơi diễn ra vụ bắn giết, để tham gia buổi tưởng niệm các nạn nhân.
Nghị viện châu Âu nhóm họp tại Pháp đã giành một phút mặc niệm những nạn nhân xấu số. Chủ tịch Nghị viện, ông Hans - Gert Pottering người Đức, nói: "Nhiệm vụ của chúng ta là phải làm thế nào để ngăn chặn những hành động như vậy".

## Vụ thảm sát đã được báo trước?
Vào Thứ Năm, 12/3, cảnh sát khu vực và các công tố viên Stuttgart đã phủ nhận thông tin cho rằng Tim Kretschmer đã cảnh báo trước trên mạng về vụ thảm sát đẫm máu này khi anh chát với một vài người bạn. Tuyên bố chung giữa cảnh sát và công tố viên cho biết: "Có những nghi ngờ về tính xác thực của buổi chat trên mạng của tên sát nhân."
Người phát ngôn cảnh sát, Klaus Hinderer nói khám xét máy tính của Tim cho thấy không có dấu hiệu tên này vào các trang chát. Các nhà điều tra đã tìm thấy trong máy tính của Tim có nhiều phim khiêu dâm, trò chơi bạo lực và một bộ sưu tập phim kinh dị và phim hành động trong đó có phim "Giọt máu đầu tiên của Rambo", "Freddy và Jason" và "Kẻ thiện xạ". Các nhà điều tra xác định được trạng thái tâm lý của kẻ sát nhân. Theo các nhà điều tra, kẻ sát nhân này là một thanh niên lãnh đạm, xuất thân từ một gia đình cơ bản.
Các quan chức và bạn bè cho rằng mặc dù Tim chơi bóng bàn và tập tạ nhưng sở thích chính của anh ta dường như là bắn súng và máy tính. Các nhà điều tra còn nói, Tim rất quan tâm tới một cô gái cùng tuổi nhưng tình cảm của anh ta đã không được đáp lại.

## Vấn đề an ninh
An ninh trường học tại Đức là một vấn đề trong nhiều năm qua. Tháng 11/2006, một cựu học sinh 18 tuổi mang theo thuốc nổ trong người, đã tới một trường trung học ở phía tây nước Đức, bắn và làm bị thương sáu người, hầu hết là học sinh, trước khi tự sát. Tháng 7/2003, một học sinh 16 tuổi đã bắn một giáo viên trước khi tự sát tại ngôi trường ở thị trấn Coburg, phía nam nước Đức.
Trước đó một năm, 18 người đã thiệt mạng khi một học sinh bị đuổi học, đã xông vào trường và xả súng bừa bãi tại phía đông nước Đức. Năm 2002, thanh niên Robert Steinhaeuser, 19 tuổi, đã bắn chết 12 giáo viên, 1 thư ký, 2 học sinh và một cảnh sát ở trường trung học Gutenberg, tại Erfurt, trước khi tự sát. Steinhaeuser bị đuổi khỏi trường vì giả mạo chữ ký của bác sĩ. Anh ta là thành viên của một câu lạc bộ bắn súng và có giấy phép sử dụng súng. Vụ tấn công khi đó đã khiến Đức nâng tuổi sở hữu vũ khí với mục đích thể thao lên từ 18 đến 21 tuổi.